# Электротеатр Станиславский
Электротеатр Станиславский (с 1948 по 2013 год — Московский драматический театр имени К. С. Станиславского, с 1946 по 1948 год — Оперно-драматический театр имени К. С. Станиславского) — театр в Москве. Основан в 1935 году как Оперно-драматическая студия под руководством Константина Станиславского; как драматический театр функционирует с 1948 года. С 1950 года расположен по адресу Тверская улица, дом 23. В 2013 году был закрыт на реконструкцию и в 2015 году открылся заново под современным названием. С 2017 года является членом Союза театров Европы.

## История

### Истоки театра
16 марта 1935 года по инициативе Станиславского решением Наркомпроса была учреждена Оперно-драматическая студия. Новая студия стала лабораторией для разработки нового метода работы актёра над ролью в системе, так называемого метода физических действий. В работе режиссёру помогали директор Вениамин Радомысленский, 11 педагогов-ассистентов (Григорий Кристи, Лидия Новицкая, Валентина Вяхирева, Варвара Батюшкова, Анна Боголепова, Юрий Мальковский и другие), а также его сестра Зинаида Соколова, жена Мария Лилина, режиссёры-педагоги Мария Кнебель, Георгий Герасимов, Александр Карев и другие актёры МХАТ: Василий Орлов, Михаил Кедров, Леонид Леонидов, Иван Москвин, Ольга Андровская. Руководителем оперного отделения был дирижёр Николай Семёнович Голованов. Вокал преподавала Антонина Нежданова, а сцендвижение Инна Чернецкая.
В оперный класс было отобрано около 20 человек, в драматический — 30. Среди студийцев первых наборов были будущие народные артисты Петр Глебов, Борис Левинсон, Лилия Гриценко, Юрий Леонидов, Николай Афанасьев, Дмитрий Смолич. Регулярные занятия в студии начались 1 октября 1935 года. Испытывавший проблемы со здоровьем режиссёр в этот период проводит много времени на лечении в санатории, и занятия со студийцами чаще всего проходят у него дома в Леонтьевском переулке. Начиная со второго года обучения, после освоения этюдов и упражнений, на драматическом отделении началась работа над пьесами классического репертуара: «Тремя сестрами» и «Вишнёвым садом» Антона Чехова, «Гамлетом» и «Ромео и Джульеттой» У. Шекспира, «Плодами просвещения» Л. Толстого и «Детьми Ванюшина» Сергея Найдёнова. На оперном отделении начинают готовить «Чио-Чио-сан» Дж. Пуччини, «Снегурочку» Н. Римского-Корсакова, «Виндзорские кумушки» О. Николаи.

### Советский период
После смерти Станиславского в августе 1938 года студию возглавил его ученик Михаил Кедров. В 1940 году он закончил работу над спектаклем «Три сестры», и он был показан на зрителе. Студия готовилась к выходу на положение театра с регулярно играемым репертуаром, но с началом войны всю работу по выпуску спектаклей пришлось прекратить, часть студийцев ушла на фронт добровольцами. В годы Великой Отечественной войны студия продолжала работать в эвакуации в Коканде и Фергане (Узбекистан). Популярными постановками военных лет были «Хозяйка гостиницы» в постановке Лидии Новицкой по мотивам комедии «Трактирщица» Карло Гольдони, «День чудесных обманов» в постановке Юрия Мальковского по пьесе Ричарда Шеридана «Дуэнья».
В 1946 году студия получила статус Оперно-драматического театра имени К. С. Станиславского, и в его труппу вошли студийцы нескольких выпусков. Многие из них работали в театре до конца жизни. Ещё через два года оперное отделение упразднили, театр стал драматическим и просуществовал под этим названием до 2013 года. Художественным руководителем с 1948 по 1950 годы был Владимир Дудин. Во второй половине 40-х годов с большим успехом шли спектакли Бориса Равенских «С любовью не шутят» по одноимённой драме Кальдерона и «В тиши лесов» по пьесе Павла Нилина; Бориса Флягина «Глубокие корни» по пьесе Джеймса Гоу и Арнода Д’Юссо.
В 1950 году пост главного режиссёра театра занял Михаил Яншин. При нём театр стал популярен на всю страну. В 1950 году Московский драматический театр имени К. С. Станиславского переехал в здание бывшего кинотеатра «Арс» После смерти Иосифа Сталина Яншин поставил на сцене пьесу Михаила Булгакова «Дни Турбиных». Роль Лариосика в этом спектакле исполнил молодой Евгений Леонов. Другими популярными спектаклями этого периода стали «Грибоедов» С. Ермолинского и чеховская «Чайка».
В 1950-е — 1960-е годы в труппу театра пришли молодые Юрий Гребенщиков, Евгений Урбанский, Ольга Бган, Елизавета Никищихина, Леонид Сатановский, Майя Менглет, Владимир Анисько, Нина Веселовская, Генриетта Рыжкова. Наряду с советскими пьесами на сцене ставились спектакли по пьесам зарубежных драматургов: Бертольта Брехта, Бернарда Шоу, Павла Когоута, Эдуардо де Филиппо. Свобода репертуара часто шла вразрез с мнением городских властей, поэтому руководству театра не раз приходилось противостоять претензиям. В 1963 году с большим трудом была выпущена постановка пьесы Леонида Зорина «Палуба», после чего Яншин оставил свой пост.
С 1963 по 1969 годы пост главного режиссёра театра занимал Борис Львов-Анохин. При нём впервые в СССР была поставлена завоевавшая популярность в Европе после Второй мировой войны пьеса французского драматурга Жана Ануя «Антигона» с Евгением Леоновым и Елизаветой Никищихиной в главных ролях. Большой резонанс вызвали его постановки повести Чингиза Айтматова «Материнское поле», пьесы Михаила Шатрова «Шестое июля». При Львове-Анохине труппу пополнили Георгий Бурков, Альберт Филозов, Римма Быкова, Василий Бочкарёв.
В первой половине 1970-х годов в театре работал известный режиссёр Леонид Варпаховский, поставивший спектакль-притчу «Продавец дождя», на многие годы ставшую визитной карточкой театра.
В 1970-е годы театр переживал кризис, пока в 1976 году главным режиссёром не стал Андрей Попов. Вместе с ним пришли его ученики: режиссёры Анатолий Васильев, Борис Морозов, Иосиф Райхельгауз. Спектакли Анатолия Васильева «Первый вариант „Вассы Железновой“» по трагедии Максима Горького и «Взрослая дочь молодого человека» по одноимённой пьесе Виктора Славкина оценивались критиками как начало «новой театральной революции».
В 1980 году главным режиссёром театра стал Александр Товстоногов. Он одним из первых поставил на сцене «Собачье сердце» Михаила Булгакова. Также в театре шли спектакли по пьесам драматургов нового поколения: «Порог» Алексея Дударева, «Ной и его сыновья» Юлия Кима, «Экспромт-фантазия» Виктории Токаревой, «Новоселье в старом доме» Александра Кравцова, «Ул. Шолом-Алейхема д. 40» Аркадия Ставицкого.

### Постсоветский период
В 1990-е и 2000-е годы часто менялось художественное руководство театра при постоянстве директора Феликса Демичева. Пост главного режиссёра занимали Роман Козак, Виталий Ланской, Семён Спивак, Татьяна Ахрамкова, Владимир Мирзоев, Александр Галибин. Спектакли всё больше отвечали веяниям времени: к примеру, в драме Жан-Жака Брикера и Мориса Ласега «Мужской род, единственное число» Владимир Коренев сыграл трансвестита.
Начиная с 1991 года (резонансный спектакль О. Бабицкого по пьесе Д. Гинка «Лысый брюнет») на сцене театра периодически появлялся лидер группы «Звуки Му» Петр Мамонов. С 1997 по 2001 год на сцене театра шёл его моноспектакль «Есть ли жизнь на Марсе?», где музыкант был и режиссёром, и актёром, и сценаристом, затем моноспектакль на базе альбома «Шоколадный Пушкин».
Последним руководителем театра до его масштабной реконструкции стал Валерий Белякович. Он возглавлял коллектив до июля 2013 года.

## Современность
Летом 2013 года художественным руководителем театра стал Борис Юхананов, ученик Анатолия
Эфроса и Анатолия Васильева. Он создал новую концепцию, радикально меняющую устройство сценической площадки, репертуар и работу труппы. Новое название — «Электротеатр Станиславский» — напоминало об истории как театра Станиславского, так и здания бывшего кинотеатра (электротеатра) «Арс». По замыслу Юхананова, обновлённый театр должен был стать самым технологичным сценическим пространством Москвы.
Реконструкцией здания занимались архитекторы из бюро Wowhaus Олег Шапиро и Дмитрий Ликин, авторы проектов Крымской набережной, кинотеатра «Пионер» и временной архитектуры в парке Горького. В ходе реконструкции восстановили малую сцену, создали зал-трансформер и современные служебные помещения, но сохранили исторические фасады, лестницу и балкон. Театральное фойе стало сочетать в себе функции кафе и пространства для перформансов.
26 января 2015 года Электротеатр Станиславский открылся после реконструкции. Первым спектаклем стала постановка трагедии Еврипида «Вакханки» греческого режиссёра Теодороса Терзопулоса.
По словам Бориса Юхананова, главной задачей обновлённого театра стал поиск нового художественного языка. Согласно стратегии, названной режиссёром «новой процессуальностью», театр становится местом для синтеза искусств — театра, кино, музыки, литературы. В настоящее время «Электротеатр Станиславский» представляет собой современный культурный центр, где проводятся концерты, перформансы, кинопоказы, выставки современного искусства, лекции, работают «Школа современного зрителя и слушателя», книжная лавка «Порядок слов в Электротеатре» и собственная издательская линия «Театр и его дневник»[значимость факта?]
В 2021 году Электротеатр Станиславский удостоен премии Федерации Еврейских общин России «Скрипач на крыше» в номинации «Театр» за спектакли «Помолвка» и «Жизнь и необыкновенные приключения Соломона Маймона».

## Руководители театра
- 1935—1938 — Константин Станиславский
- 1938—1948 — Михаил Кедров
- 1948—1950 — Владимир Дудин
- 1950—1963 — Михаил Яншин
- 1963—1969 — Борис Львов Анохин
- 1969—1972 — Иван Бобылёв
- 1972—1976 — Владимир Кузенков
- 1977—1979 — Андрей Попов
- 1980—1989 — Александр Товстоногов
- 1991—1992 — Роман Козак
- 1993—1997 — Виталий Ланской
- 1997—1998 — Алексей Казанцев
- 2001—2003 — Семён Спивак
- 2003—2004 — Владимир Мирзоев
- 2005—2008 — Татьяна Ахрамкова
- 2008—2011 — Александр Галибин
- 2011—2013 — Валерий Белякович
- 2013—2025 — Борис Юхананов